# Helicó
|  | Per a altres significats, vegeu «Helicó (desambiguació)». |

L'Helicó (grec: Ελικώνας; grec antic: Ἑλικών, llatí: Helicon) és una serralada muntanyosa de Grècia situada a la unitat perifèrica de Beòcia; és una prolongació de la serralada del Parnàs. El seu punt més elevat està situat a 1.749 m. Segons Pausànies, de totes les muntanyes de Grècia l'Helicó era la més fèrtil i la que produïa més arbres i arbusts, cap de verinós, i alguns amb la qualitat de curar les picades de les serps verinoses.
En la mitologia grega era coneguda perquè era el refugi preferit de les Muses, i per això els poetes les anomenaven Helicònides. La part oriental de la serralada era especialment consagrada a les Muses. A la serralada s'hi va establir una escola de poetes grecs situada a la ciutat d'Ascra, al peu de la muntanya, que era la residència del poeta més famós de l'escola, Hesíode. De camí d'Ascra a l'Helicó es passava per un bosc sagrat, i també per la famosa font d'Aganipe, que inspirava els que en bevien. La ciutat d'Ascra organitzava cada cinc anys uns jocs dedicats a les Muses, les Musees, que se celebraven al bosc sagrat, prop de la font Aganipe, i que, segons Èsquines, era organitzat per l'escola de poesia. També hi havia una cova sagrada i, repartides pel bosc, nombroses estàtues que descriu Pausànies i que van ser traslladades a Constantinoble per Constantí el Gran, on un incendi les va destruir l'any 404.
Vint estadis per damunt del bosc hi havia la font Hipocrene, que es deia que la va fer brollar el cavall Pegàs colpejant el terra amb la seva peülla, i on les muses es reunien per cantar i ballar. Les dues fonts, Aganipe i Hipocrene, formaven els rierols d'Olmeos i Permessos, de la unió dels quals es formava l'Haliart, que desaiguava a la llacuna Copaida.

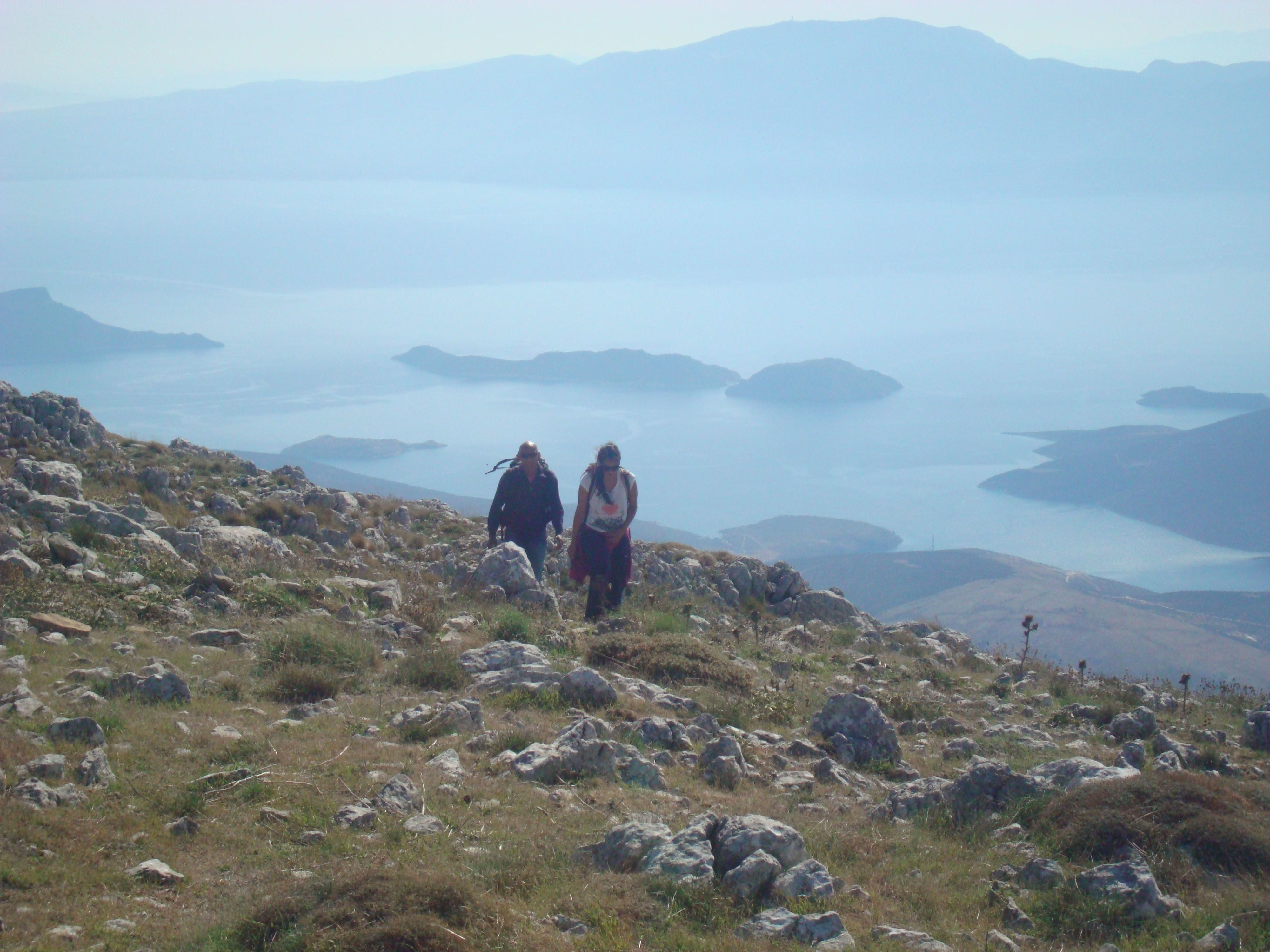
El Mont Helicó i el golf de Corint

Una altra part de la serralada, també sagrada i dedicada a les Muses, portava el nom de Libètrion (grec antic: Λειβήθριον), que Pausànies diu que es trobava a 40 estadis de Coronea, i correspondria probablement a l'actual Zagará, separada de l'Helicó per una vall elevada, o potser a Gránitza. En aquesta muntanya també hi havia algunes estàtues de les muses i nimfes, i dues fonts anomenades Libètrias i Petra, que tenien forma dels pits d'una dona per on sortia l'aigua. També hi havia una cova dedicada a les nimfes libetrianes, segons diu Estrabó.